# Giải bóng đá vô địch quốc gia Kosovo
Giải bóng đá vô địch quốc gia Kosovo (tiếng Albania: Superliga e Futbollit të Kosovës), hay Giải bóng đá vô địch quốc gia Kosovo Vala vì lý do tài trợ với Vala, là hạng đấu cao nhất nằm trong hệ thống giải bóng đá Kosovo. Hạng đấu được thành lập năm 1945 và tên chính thức được thay đổi nhiều lần. Vala Superleague được tổ chức bởi Liên đoàn bóng đá Kosovo và hạng đấu có 12 đội tham gia. Các đội thi đấu với nhau 3 lần trong một mùa giải với tổng cộng 33 trận đấu. Cuối mùa giải, 3 đội cuối bảng sẽ xuống chơi ở cấp độ 2, Giải bóng đá hạng nhất quốc gia Kosovo.
Vala Superliga vận hành ngoài FIFA và UEFA cho đến khi Kosovo[a] được cả hai tổ chức thừa nhận vào 3 tháng 5 năm 2016.

## Câu lạc bộ (2017–18)
| Câu lạc bộ        | Thành phố | Sân vận động         |
| ----------------- | --------- | -------------------- |
| Besa Pejë         | Peć       | Shahin Haxhiislami   |
| Drenica           | Skenderaj | Bajram Aliu          |
| Drita             | Gjilan    | Gjilan City Stadium  |
| Feronikeli        | Glogovac  | Rexhep Rexhepi       |
| Flamurtari        | Pristina  | Flamurtari Stadium   |
| Gjilani           | Gjilan    | Gjilan City Stadium  |
| Liria             | Prizren   | Përparim Thaçi       |
| Llapi             | Podujevo  | Zahir Pajaziti       |
| Prishtina         | Pristina  | Rexhep Rexhepi       |
| Trepça'89         | Mitrovica | Riza Lushta          |
| Vëllaznimi        | Gjakova   | Gjakova City Stadium |
| Vllaznia Pozheran | Požaranje | Gjilan City Stadium  |

## Các đội vô địch trước đây
Đây là danh sách các đội vô địch từ năm 1945.
| - 1945: KF Jedinstvo (Pristina) - 1946: KF Jedinstvo (Pristina) - 1947: KF Trepça (Mitrovica) - 1947–48: FC Prishtina (Pristina) - 1948–49: KF Trepça (Mitrovica) - 1950: KF Trepça (Mitrovica) - 1951: FC Prishtina (Pristina) - 1952: KF Trepça (Kosovska Mitrovica) - 1953: không diễn ra do thay đổi hệ thống giải đấu - 1953–54: FC Prishtina (Pristina) - 1954–55: KF Trepça (Mitrovica) - 1955–56: KF Rudari (Stari Trg) - 1956–57: KF Rudniku (Hajvalia) - 1957–58: KF Rudari (Stari Trg) - 1958–59: FC Prishtina (Pristina) - 1959–60: KF Rudari (Stari Trg) - 1960–61: FC Prishtina (Pristina) - 1961–62: KF Buduqnosti (Besa) (Peć) - 1962–63: KF Drita (Gjilan) - 1963–64: KF Slloga (Lipjan) - 1964–65: KF Slloga (Lipjan) - 1965–66: KF Buduqnosti (Besa) (Peć) - 1966–67: KF Obiliqi (Obilić) | - 1967–68: KF Vëllaznimi (Gjakova) - 1968–69: KF Vëllaznimi (Gjakova) - 1969–70: KF Vëllaznimi (Gjakova) - 1970–71: KF Vëllaznimi (Gjakova) - 1971–72: KF Obiliqi (Obilić) - 1972–73: KF Fushë Kosova (Kosovo Polje) - 1973–74: KF Vëllaznimi (Gjakova) - 1974–75: KF Liria (Prizren) - 1975–76: RHMK Kosovo (Obilić) - 1976–77: FC Prishtina (Pristina) - 1977–78: KF Buduqnosti (Besa) (Peć) - 1978–79: FC Prishtina (Pristina) - 1979–80: KF Vëllaznimi (Gjakova) - 1980–81: KF Liria (Prizren) - 1981–82: KF Vëllaznimi (Gjakova) - 1982–83: KF KNI Ramiz Sadiku (Pristina) - 1983–84: KF Liria (Prizren) - 1984–85: KF Crvena Zvezda Gnjilane (Gjilan) - 1985–86: KF Vëllaznimi (Gjakova) - 1986–87: KF Liria (Prizren) - 1987–88: KF Crvena Zvezda Gnjilane (Gjilan) - 1988–89: KF Buduqnosti (Besa) (Peć) - 1989–90: KF Vëllaznimi (Gjakova) |

| - 1990–91: KF Fushë Kosova (Kosovo Polje) - 1991–92: FC Prishtina (Pristina) - 1992–93: KF Trepça (Mitrovica) - 1993–94: KF Dukagjini (Klina) - 1994–95: KF Liria (Prizren) | - 1995–96: FC Prishtina (Pristina) - 1996–97: FC Prishtina (Pristina) - 1997–98: giải đấu bị hủy bỏ vì chiến tranh - 1998–99: giải đấu không tổ chức vì chiến tranh |

| - 1999–00: FC Prishtina (Pristina) - 2000–01: FC Prishtina (Pristina) - 2001–02: KF Besiana (Podujevo) - 2002–03: KF Drita (Gjilan) | - 2003–04: FC Prishtina (Pristina) - 2004–05: KF Besa Pejë (Peć) - 2005–06: KF Besa Pejë (Peć) - 2006–07: KF Besa Pejë (Peć) |

| - 2007–08: FC Prishtina (Pristina) - 2008–09: FC Prishtina (Pristina) - 2009–10: KF Trepça (Mitrovica) - 2010–11: KF Hysi (Merdarë) - 2011–12: FC Prishtina (Pristina) | - 2012–13: FC Prishtina (Pristina) - 2013–14: KF Kosova Vushtrri (Vučitrn) - 2014–15: KF Feronikeli (Glogovac) - 2015–16: KF Feronikeli (Glogovac) - 2016–17: KF Trepça'89 (Mitrovica) |

### Thành tích theo câu lạc bộ
Số danh hiệu kể từ Giải Độc lập Kosovo trở thành cấp độ cao nhất của hệ thống giải bóng đá Kosovo.
| Câu lạc bộ      | Số lần vô địch | Năm vô địch                                                                              |
| --------------- | -------------- | ---------------------------------------------------------------------------------------- |
| FC Prishtina    | 10             | 1991–92, 1995–96, 1996–97, 1999–00, 2000–01, 2003–04, 2007–08, 2008–09, 2011–12, 2012–13 |
| KF Besa         | 3              | 2004–05, 2005–06, 2006–07                                                                |
| KF Trepça       | 2              | 1992–93, 2009–10                                                                         |
| KF Feronikeli   | 2              | 2014–15, 2015–16                                                                         |
| KF Fushë Kosova | 1              | 1990–91                                                                                  |
| KF Dukagjini    | 1              | 1993–94                                                                                  |
| KF Liria        | 1              | 1994–95                                                                                  |
| KF Besiana      | 1              | 2001–02                                                                                  |
| FC Drita        | 1              | 2002–03                                                                                  |
| KF Hysi         | 1              | 2010–11                                                                                  |
| FC Vushtrria    | 1              | 2013–14                                                                                  |
| KF Trepça'89    | 1              | 2016–17                                                                                  |